# Al-Abbàs ibn Mirdàs
Al-Abbàs ibn Mirdàs ibn Abi-Àmir ibn Hàritha ibn Abd-Qays (àrab: العباس بن مرداس ابن أبي عامر بن حارثة بن عبد قيس, al-ʿAbbās b. Mirdās b. Abī ʿĀmir b. Ḥāriṯa b. ʿAbd Qays), més conegut simplement com al-Abbàs ibn Mirdàs, fou un poeta àrab del segle vii, de la tribu Banu Sulaym, del grup dels makhadramun, sàyyid de la tribu a la que va dirigir en la lluita. Es va convertir a l'islam i el 630 va participar en la conquesta de la Meca.